# Christophele Ouattara
Christophele Ouattara (ur. 6 lutego 1995) – burkińska lekkoatletka specjalizująca się w trójskoku.

## Rekordy życiowe
- Trójskok (stadion) – 13,03 (2013)
- Trójskok (hala) – 12,94 (2013) rekord Burkina Faso